# Ludvík Svoboda
Ludvík Svoboda, né le 25 novembre 1895 à Hroznatín (Autriche-Hongrie) et mort le 20 septembre 1979 à Prague (Tchécoslovaquie), est un militaire et homme d'État tchécoslovaque. Il s'est illustré au cours des deux guerres mondiales et est devenu plus tard président de la République socialiste tchécoslovaque.

## Carrière militaire

### Première Guerre mondiale et guerre civile russe
Pendant la Première Guerre mondiale, il est envoyé sur le front russe tandis que son frère aîné, Josef, est envoyé sur le front serbe. Le 7 septembre 1915, il est fait prisonnier par les Russes près de Tarnopol. Durant sa captivité, il devient pompier de la ville de Kiev avant de rejoindre les légions tchécoslovaques le 5 août 1916. Au sein des légions, il participe aux batailles de Zboriv (en), de Bakhmatch et pour le contrôle du Transsibérien contre l'armée rouge bolchévique. Le 16 août 1919, il atteint le grade de capitaine dans les légions. En 1920, après l'échec de la campagne de Sibérie, il rentre en Tchécoslovaquie via le canal de Panama à bord d'un des derniers bateaux alliés partis de Vladivostok.

### Entre-deux-guerres
De retour au pays en septembre 1920, il reçoit de multiples décorations et est affecté au 3e régiment d'infanterie Jana Žižky z Trocnova, stationné à Kroměříž. Il y reste jusqu'en 1923, date à laquelle il est muté au 36e régiment d'infanterie d'Užhorod. Là-bas, il sert notamment comme commandant de la compagnie de mitrailleuses et commandant adjoint d'un bataillon. En 1927, il suit des cours de tir à Milovice pour améliorer ses compétences dans la discipline. En 1928, il effectue un stage auprès du 12e régiment d'artillerie, également stationné à Užhorod. En 1931, il effectue un stage auprès du régiment de chasse (aviation) de Piešťany.
Ayant appris le hongrois auprès de ses subordonés magyars à Užhorod, il passe un examen de langue et littérature hongroises à l'université Comenius de Bratislava et devient professeur de hongrois à l'académie militaire de Hranice (cs) de 1931 à 1934.
En 1934, il est promu lieutenant-colonel (podplukovník) et retourne au 3e régiment d'infanterie Jana Žižky z Trocnova, où il se voit confier le commandement du bataillon de réserve et la formation des officiers réservistes. Dans ses nouvelles fonctions, il est amené à préparer la mobilisation générale (cs) dès 1937. En 1938, pendant la crise de Munich, il est stationné avec son bataillon à Dolní Kounice, à la limite des Sudètes. Par ailleurs, il accueille dans son domicile de Kroměříž deux familles de réfugiés tchèques ayant dû fuir la région sous la pression des nazis. Le 15 mars 1939, après l'occupation de Prague par les nazis, il remet la caserne de Kroměříž au colonel autrichien de la Wehrmacht chargé d'occuper la ville.

### Seconde Guerre mondiale

#### Campagne de Pologne
Démobilisé, il rejoint l'organisation de résistance Obrana národa (en) (Défense de la nation) et en devient le chef local à Kroměříž. Après la découverte des activités de la section de Kroměříž par l'occupant nazi, il traverse clandestinement la frontière avec la Pologne début juin 1939. Étant donné que peu d'officiers acceptent de laisser leur famille en Bohême-Moravie dans l'incertitude, il est l'un des militaires tchécoslovaques les plus gradés sur place et prend rapidement la tête d'un centre de formation militaire à Cracovie. Des milliers d'émigrés tchécoslovaques transitent par ce centre, dont 1 200 aviateurs qui sont dépêchés en France (où ils prendront part aux combats de la bataille éponyme).
Le surlendemain de l'invasion de son pays par l'Allemagne nazie, le président polonais Ignacy Mościcki autorise les émigrés tchécoslovaques toujours en Pologne à se regrouper au sein de la légion des Tchèques et des Slovaques (en), placée sous le commandement du général Lev Prchala (en). La légion est divisée en deux groupes : un qui reste à Cracovie et l'autre, plus nombreux, placé sous l'autorité de Svoboda, qui part à Leśna sur le front. Cependant, en raison de la rapidité de la progression des troupes allemandes et de son armement famélique (surtout des armes légères et quelques mitrailleuses), la participation du groupe de Svoboda aux combats est limitée et il reçoit l'ordre de se replier le 11 septembre 1939. Le 14 septembre, le groupe de Svoboda arrive à Tarnopol par le rail (via Sarny et Równe) et affecte trois mitrailleuses lourdes à la défense antiaérienne de la ville. Le lendemain, un soldat du groupe de Svoboda (l'aspirant Vitězslav Grünbaum) est abattu par la mitrailleuse d'un avion de la république collaborationniste slovaque, devenant ainsi le premier militaire tchécoslovaque à périr lors de la Seconde Guerre mondiale.
L'invasion soviétique de la Pologne orientale le 17 septembre conduit la légion à se diviser sur l'attitude à adopter. Le groupe resté à Cracovie et les hommes de Lev Prchala optent pour la fuite en direction de la Roumanie (d'où ils rejoindront le Moyen-Orient sous contrôle allié) tandis que Svoboda, qui a peur que le gouvernement roumain le livre aux Allemands, préfère se rendre aux Soviétiques avec l'accord de Juraj Slávik (cs), l'ambassadeur du gouvernement tchécoslovaque en exil à Varsovie.

#### Grande Guerre patriotique
En Union soviétique, Svoboda et les quelques légionnaires qui l'ont suivi dans sa reddition sont cantonnés dans des camps spéciaux sous administration tchécoslovaque, qui ne sont ni des camps d'internement, ni des camps de travail dépendant du Goulag. Ils séjournent entre autres au monastère du Sauveur-Saint-Euthyme, situé dans l'anneau d'or de Russie.
Un mois après l'invasion de l'URSS par l'Allemagne nazie, l'ambassadeur soviétique à Londres, Ivan Maïski, et le ministre des Affaires étrangères tchécoslovaque, Jan Masaryk, signent un accord  « sur le rétablissement des relations diplomatiques et la coopération mutuelle dans la guerre contre l'Allemagne ». Par cet accord, le gouvernement soviétique autorise la formation d'une unité militaire tchécoslovaque distincte sur son territoire. En conséquance de cela, Svoboda est nommé commandant adjoint du 1er bataillon d'infanterie indépendant tchécoslovaque (ru) en janvier 1942. À l'automne 1942, il annonce aux autorités soviétiques le départ du bataillon pour le front, sans avoir obtenu l'accord préalable du gouvernement tchécoslovaque en exil pour cela.
La bataillon entre pour la première fois en action en mars 1943, dans le village de Sokolovo (ru), près de Kharkov. Malgré des pertes considérables, il parvient à ralentir localement (en) la contre-offensive allemande et marque les esprits par son moral d'acier. Le bataillon sert de base à la création de la 1re brigade d'infanterie indépendante tchécoslovaque (ru), dont Svoboda prend le commandement le 12 juin 1943. Avec la brigade, il participe aux actions sur le front de Voronej et notamment à la libération de Kiev, pour laquelle il est décoré de l'ordre de Souvorov de 2e classe.
Au printemps 1944, la 1re brigade d'infanterie indépendante tchécoslovaque est réorganisée en corps d'armée (en) avec à sa tête le général Jan Kratochvíl (cs). Le 10 septembre 1944, le maréchal soviétique Ivan Koniev impose au gouvernement tchécoslovaque en exil son remplacement par Svoboda. En octobre 1944, c'est sous son commandement que les troupes du corps, aidées par des unités soviétiques, prennent le col fortifié de Dukla et pénètrent en Tchécoslovaquie pour la première fois depuis le début de la guerre.
En janvier 1945, à la demande du général soviétique Lev Mekhlis (conseiller militaire auprès du 4e front ukrainien), Svoboda dote le corps d'armée d'un service de renseignement : l'Obranné zpravodajství (cs) (OBZ). Il veut placer à sa tête le major František Sedláček mais Mekhlis lui impose Bedřich Reicin (en).
En vue de sa propre nomination comme ministre de la Défense nationale dans le gouvernement de Košice, Svoboda confie la direction du corps au général Karel Klapálek (en) début avril 1945.

## Carrière politique

### Un des artisans du Coup de Prague
Ministre de la Défense dans le gouvernement d'union nationale, en 1945, il est désireux d'adhérer au Parti communiste tchécoslovaque, mais celui-ci lui demande de garder son adhésion secrète.
En février 1948, lors du coup de Prague, il refuse de faire donner l'Armée pour s'opposer aux milices armées du PC tchécoslovaque, et procède aux arrestations d'officiers jugés peu sûrs, en même temps que la police arrêtait les opposants aux communistes. Son intervention, alliée à la passivité du Président Edvard Beneš, permet aux communistes de l'emporter dans l'épreuve de force.
Il quitte l'Armée en 1950 et devient vice-président du gouvernement communiste jusqu'en 1951.
Au cours de la période des purges, Svoboda est d'abord révoqué de son poste, puis affecté à la direction d'une ferme collective, enfin emprisonné. Il est relâché après la mort de Staline. Il dirige alors l'Académie militaire. En novembre 1965, il reçoit le titre de Héros de l'Union soviétique.

### La caution libérale du totalitarisme
Le 30 mars 1968, sur recommandation du premier secrétaire du parti Alexander Dubček, il succède à Antonín Novotný comme président de la République pour rassurer les Soviétiques à cause de son passé. Il apparaît néanmoins comme l'une des figures libérales du Printemps de Prague.
Le 26 août 1968, avec Dubček et Černik, il signe les Protocoles de Moscou qui légitiment la présence des forces du Pacte de Varsovie qui ont envahi la Tchécoslovaquie dans la nuit du 20 au 21 août précédente tout en laissant croire que la politique d'après-janvier 68 continue. Or, très rapidement, le pays est repris en main par la fraction dure du PCT.
Après la Normalisation et l'éviction de Dubček en avril 1969, il reste à son poste. Il résiste aux pressions du nouveau premier secrétaire du Parti Gustav Husák pour le faire démissionner, parce qu'il symbolise, malgré lui, le Printemps de Prague. Il finit par démissionner en 1975 alors qu'il est en très mauvaise santé. Son épouse est décédée en 1980.

## Source
- (en) Cet article est partiellement ou en totalité issu de l’article de Wikipédia en anglais intitulé « Ludvík Svoboda » (voir la liste des auteurs).

1. ↑  Emmanuel Huyghues Despointes, Les Grandes Dates de l'Occident, Paris, DUALPHA, 2015, 393 p. (ISBN 9782353743018), p. 232/234
2. ↑  Vratislav Preclík, Masaryk a legie (Masaryk et légions), váz. kniha, 219 pages, first issue vydalo nakladatelství Paris Karviná, Žižkova 2379 (734 01 Karvina, Czech Republic) ve spolupráci s Masarykovým demokratickým hnutím (Masaryk Democratic Movement, Prague), 2019,  (ISBN 978-80-87173-47-3), pages 124–125, 128, 129, 132, 140–148, 184–215.